# Capriana
Capriana é uma comuna italiana da região do Trentino-Alto Ádige, província de Trento, com cerca de 599 habitantes. Estende-se por uma área de 13 km², tendo uma densidade populacional de 45 hab/km². Faz divisa com Montagna (BZ), Trodena (BZ), Anterivo (BZ), Salorno (BZ), Valfloriana, Grauno e Sover.